# Коллио
Коллио (итал. Collio, ломб. Còi) — коммуна в Италии, в провинции Брешиа области Ломбардия.
Население составляет 2300 человек (2008), плотность населения составляет 43 чел./км². Занимает площадь 53 км². Почтовый индекс — 25060. Телефонный код — 030.
Покровителем коммуны почитаются святые Назарий и Цельсий, празднование в последнее воскресенье августа.

## Демография
Динамика населения:

## Города-побратимы
- Кастрореале, Италия
- Гоннеза, Италия

## Администрация коммуны
- Официальный сайт: http://www.comune.collio.bs.it/